# EuroEyes Cyclassics 2018
La 23.ª edición de la clásica ciclista EuroEyes Cyclassics se celebró en Alemania el 19 de agosto de 2018 sobre un recorrido de 216,4 km. por los alrededores de la ciudad de Hamburgo.
La carrera formó parte del UCI WorldTour 2018, siendo la trigésima competición del calendario de máxima categoría mundial, y fue ganada por el italiano Elia Viviani del Quick-Step Floors. Completaron el podio, como segundo y tercer clasificado respectivamente, el francés Arnaud Démare del Groupama-FDJ y el noruego Alexander Kristoff del UAE Emirates.

## Equipos participantes
Tomaron parte en la carrera 21 equipos: los 18 de categoría UCI WorldTeam, los cuales asistieron por derecho propio, y 3 de categoría Profesional Continental, formando así un pelotón de 145 ciclistas de los que acabaron 134. Los equipos participantes fueron:
| WorldTeams (18)- AG2R La Mondiale - Astana - Bahrain-Merida - BMC Racing Team - Bora-Hansgrohe - Dimension Data - EF Education First-Drapac p/b Cannondale - Groupama-FDJ - Katusha-Alpecin - Lotto NL-Jumbo - Lotto Soudal - Mitchelton-Scott - Movistar Team - Quick-Step Floors - Sky - Team Sunweb - Trek-Segafredo - UAE Team Emirates Equipos continentales profesionales (3)- CCC Sprandi Polkowice - Gazprom-RusVelo - Vérandas Willems-Crelan |
| |

## Clasificación final
- La clasificación finalizó de la siguiente forma:[2]

### Clasificación general
| \| Clasificación general \| Clasificación general \| Clasificación general \| Clasificación general \| Clasificación general \| \| Ciclista \| Ciclista \| Equipo \| Tiempo \| \| \| --------------------- \| --------------------- \| ------------------------- \| --------------------- \| --------------------- \| \| 1.º \| Elia Viviani \| Quick-Step Floors \| 4 h 46 min 01 s \| \| \| 2.º \| Arnaud Démare \| Groupama-FDJ \| + 0 s \| \| \| 3.º \| Alexander Kristoff \| UAE Team Emirates \| + 0 s \| \| \| 4.º \| John Degenkolb \| Trek-Segafredo \| + 0 s \| \| \| 5.º \| Matteo Trentin \| Mitchelton-Scott \| + 0 s \| \| \| 6.º \| Giacomo Nizzolo \| Trek-Segafredo \| + 0 s \| \| \| 7.º \| Sacha Modolo \| EF Education First-Drapac \| + 0 s \| \| \| 8.º \| Nikias Arndt \| Team Sunweb \| + 0 s \| \| \| 9.º \| Niccolò Bonifazio \| Bahrain-Merida \| + 0 s \| \| \| 10.º \| Peter Sagan \| Bora-Hansgrohe \| + 0 s \| \| |                    |                           |                 |
| |                    |                           |                 |
| Fuente: ProCyclingStats |                    |                           |                 |
| Clasificación general |                    |                           |                 |
| Ciclista | Ciclista           | Equipo                    | Tiempo          |
| 1.º | Elia Viviani       | Quick-Step Floors         | 4 h 46 min 01 s |
| 2.º | Arnaud Démare      | Groupama-FDJ              | + 0 s           |
| 3.º | Alexander Kristoff | UAE Team Emirates         | + 0 s           |
| 4.º | John Degenkolb     | Trek-Segafredo            | + 0 s           |
| 5.º | Matteo Trentin     | Mitchelton-Scott          | + 0 s           |
| 6.º | Giacomo Nizzolo    | Trek-Segafredo            | + 0 s           |
| 7.º | Sacha Modolo       | EF Education First-Drapac | + 0 s           |
| 8.º | Nikias Arndt       | Team Sunweb               | + 0 s           |
| 9.º | Niccolò Bonifazio  | Bahrain-Merida            | + 0 s           |
| 10.º | Peter Sagan        | Bora-Hansgrohe            | + 0 s           |

## UCI World Ranking
La EuroEyes Cyclassics otorgó puntos para el UCI WorldTour 2018 y el UCI World Ranking, este último para corredores de los equipos en las categorías UCI WorldTeam, Profesional Continental y Continental. Las siguientes tablas muestran el baremo de puntuación y los 10 corredores que obtuvieron más puntos:
| Posición              | 1.º | 2.º | 3.º | 4.º | 5.º | 6.º | 7.º | 8.º | 9.º | 10.º | 11.º | 12.º | 13.º | 14.º | 15.º | 16.º-20.º | 21.º-30.º | 31.º-50.º | 51.º-55.º | 56.º-60.º |
| Clasificación general | 400 | 320 | 260 | 220 | 180 | 140 | 120 | 100 | 80  | 68   | 56   | 48   | 40   | 32   | 28   | 24        | 16        | 8         | 4         | 2         |

| Clasificación |                    |                           |        |
| Posición      | Ciclista           | Equipo                    | Puntos |
| ------------- | ------------------ | ------------------------- | ------ |
| 1.º           | Elia Viviani       | Quick-Step Floors         | 400    |
| 2.º           | Arnaud Démare      | Groupama-FDJ              | 320    |
| 3.º           | Alexander Kristoff | UAE Emirates              | 260    |
| 4.º           | John Degenkolb     | Trek-Segafredo            | 220    |
| 5.º           | Matteo Trentin     | Mitchelton-Scott          | 180    |
| 6.º           | Giacomo Nizzolo    | Trek-Segafredo            | 140    |
| 7.º           | Sacha Modolo       | EF Education First-Drapac | 120    |
| 8.º           | Nikias Arndt       | Sunweb                    | 100    |
| 9.º           | Niccolò Bonifazio  | Bahrain Merida            | 80     |
| 10.º          | Peter Sagan        | Bora-Hansgrohe            | 68     |